# Arcidiocesi di Claudiopoli di Onoriade

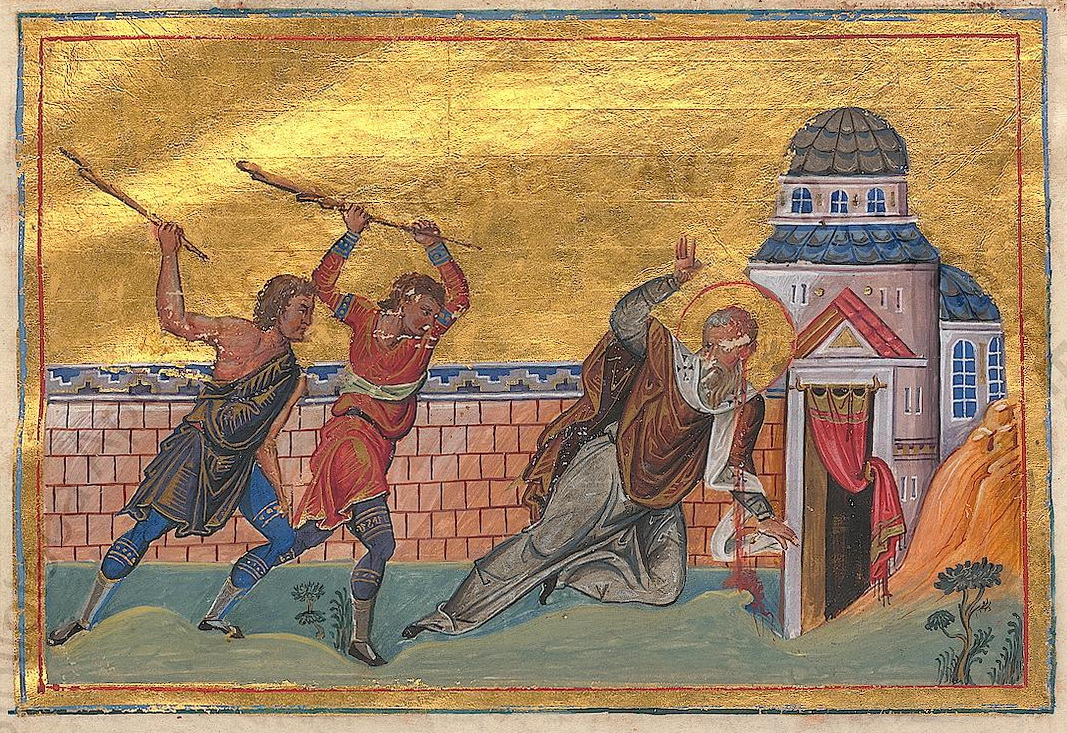
Il martirio di sant'Autonomo in una raffigurazione del X-XI secolo.

L'arcidiocesi di Claudiopoli di Onoriade (in latino Archidioecesis Claudiopolitana in Honoriade) è una sede soppressa del patriarcato di Costantinopoli e una sede titolare della Chiesa cattolica.

## Storia
Claudiopoli di Onoriade, identificabile con Eskihisar nei pressi di Bolu nell'odierna Turchia, è l'antica sede metropolitana della provincia romana di Onoriade nella diocesi civile del Ponto e nel patriarcato di Costantinopoli.
Secondo la tradizione greca, sant'Autonomo, originario dell'Italia, avrebbe evangelizzato la città all'epoca dell'imperatore Diocleziano. Socrate Scolastico, nella sua storia ecclesiastica, menziona nella seconda metà del IV secolo il vescovo Callicrate tra i sostenitori di Macedonio che indirizzarono una supplica all'imperatore Gioviano (363-364). Primo vescovo storicamente documentato è Geronzio, che prese parte ad un concilio celebrato nel 394 a Costantinopoli dal patriarca Nettario per trattare la questione della sede di Bosra contesa da due vescovi, Bagadio e Agapio.
La sede di Claudiopoli di Onoriade è documentata nelle Notitiae Episcopatuum del patriarcato fino al XIV secolo; tuttavia il suo inserimento nelle Notitiae fino a questo periodo deve essere puramente onorifico, in quanto la sede, a causa della sua distruzione ad opera dei Turchi, aveva perso il rango di sede metropolitana a favore di Eraclea Pontica già nella prima metà del XIII secolo. Nelle Notitiae occupa tra il 16º e il 25º posto nell'ordine gerarchico delle sedi metropolitane del patriarcato, e le sono assegnate cinque diocesi suffraganee: Eraclea Pontica, Prusiade, Tio, Crazia e Adrianopoli.
La sede bizantina scomparve all'incirca nel XIII o XIV secolo; ultimo suo vescovo documentato è un anonimo, menzionato nel 1250. In seguito, la metropolia è diventata una sede titolare del patriarcato; sono noti vescovi titolari dal XVII al XX secolo.
Dal XV secolo Claudiopoli di Onoriade è annoverata anche tra le sedi arcivescovili titolari della Chiesa cattolica; la sede è vacante dal 26 marzo 2000. Il suo ultimo titolare è stato Alfredo Bruniera, delegato e nunzio apostolico, e vice-presidente del Pontificio consiglio "Cor Unum".

## Cronotassi

### Vescovi e metropoliti greci
- Sant'Autonomo † (inizio IV secolo)
- Callicrate † (menzionato nel 363/364)
- Geronzio † (menzionato nel 394)
- Olimpio † (menzionato nel 431)
- Calogero † (prima del 449 - 451)
- Carterio † (menzionato nel 458/459)[6]
- Ipazio † (menzionato nel 518)[7]
- Epicteto † (menzionato nel 536)
- Vincenzo † (menzionato nel 553)[8]
- Cipriano I † (prima del 680 - dopo il 692)[9]
- Tommaso  † (menzionato nel 715/730)[10]
- Niceta I † (menzionato nel 787)
- Nicodemo † (prima metà del IX secolo)[11]
- Ignazio † (all'epoca del patriarca Fozio)[12]
- Cipriano II † (prima dell'869 - dopo l'879)
- Teoctisto † (prima del 914/918 - dopo il 919/925)[13]
- Niceta II † (X-XI secolo)[14]
- Giovanni I † (prima del 1027 - dopo il 1032)[15]
- Anonimo † (metà dell'XI secolo)[16]
- Anonimo † (menzionato nel 1066)
- Costantino † (prima del 1072 - dopo il 1079)[17]
- Anonimo † (menzionato nel 1089)[18]
- Giovanni II † (prima del 1092 - dopo il 1112)[19]
- Basilio † (XI-XII secolo)[14]
- Gregorio I † (prima del 1147 - dopo il 1157)[20]
- Giovanni III † (prima del 1166 - dopo marzo 1172)[21]
- Gregorio II † (menzionato nel 1173)
- Giovanni IV †
- Anonimo † (menzionato nel 1250)

### Vescovi e arcivescovi titolari
I vescovi di Claudiopoli di Onoriade appaiono confusi con i vescovi di Claudiopoli di Isauria, perché nelle fonti citate le cronotassi delle due sedi non sono distinte.
- Claudio Rup † (27 aprile 1476 - ?)
- Ascanio Sperelli † (5 marzo 1605 - 3 luglio 1607 succeduto vescovo di San Severino)
- Thomas de Paredes, O.S.A. † (14 ottobre 1652 - 17 febbraio 1667 deceduto)
- Jean-Baptiste Adhémar de Monteil de Grignan † (3 agosto 1667 - 9 marzo 1689 succeduto arcivescovo di Arles)
- Piotr Tarło † (30 gennaio 1713 - 16 dicembre 1720 nominato vescovo di Poznań)
- Walenty Konstanty Czulski † (12 febbraio 1721 - prima del 10 febbraio 1724 deceduto)
- Giovanni Nicastro † (11 settembre 1724 - ?)
- Tommaso Battiloro † (14 dicembre 1767 - ?)[22]
- Giovanni di Santa Margherita, O.C.D. † (7 marzo 1778 - ?)
- Stephanus Antonius Aucher † (5 luglio 1796 - ?)
- Carlo Gigli † (13 dicembre 1880 - 24 agosto 1881 deceduto)
- Eugène-Jean-Claude-Joseph Desflèches, M.E.P. † (20 febbraio 1883 - 8 novembre 1887 deceduto)
- Joseph-Adolphe Gandy, M.E.P. † (15 gennaio 1889 - 29 settembre 1892 succeduto arcivescovo di Pondicherry)
- Giovanni Battista Bertagna † (26 marzo 1901 - 11 febbraio 1905 deceduto)
- Giuseppe Fiorenza † (11 dicembre 1905 - 27 gennaio 1924 deceduto)
- Georges-Prudent-Marie Bruley des Varannes † (13 febbraio 1924 - 29 maggio 1943 deceduto)
- Alain Guynot de Boismenu, M.S.C. † (18 gennaio 1945 - 5 novembre 1953 deceduto)
- Alfredo Bruniera † (12 dicembre 1954 - 26 marzo 2000 deceduto)